# رضاآباد صوفیان
رضاآباد صوفیان،  روستایی از توابع بخش مرکزی شهرستان ساوجبلاغ در استان البرز ایران است.

## جمعیت
این روستا در دهستان سعیدآباد قرار دارد و براساس سرشماری مرکز آمار ایران در سال ۱۳۸۵، جمعیت آن ۷۳۶ نفر (۱۸۷خانوار) بوده‌است. 